# Refade
Koordinaten: 36° 17′ 34″ N, 36° 59′ 22″ O
Refade war eine frühbyzantinische Siedlung im Gebiet der Toten Städte im Nordwesten von Syrien. Der einstige Wohlstand des Handelsortes zeigt sich an den Ruinen herrschaftlicher Häuser aus dem 5. und 6. Jahrhundert n. Chr. In der Nähe lag das Kloster von Sitt er-Rum.

## Lage

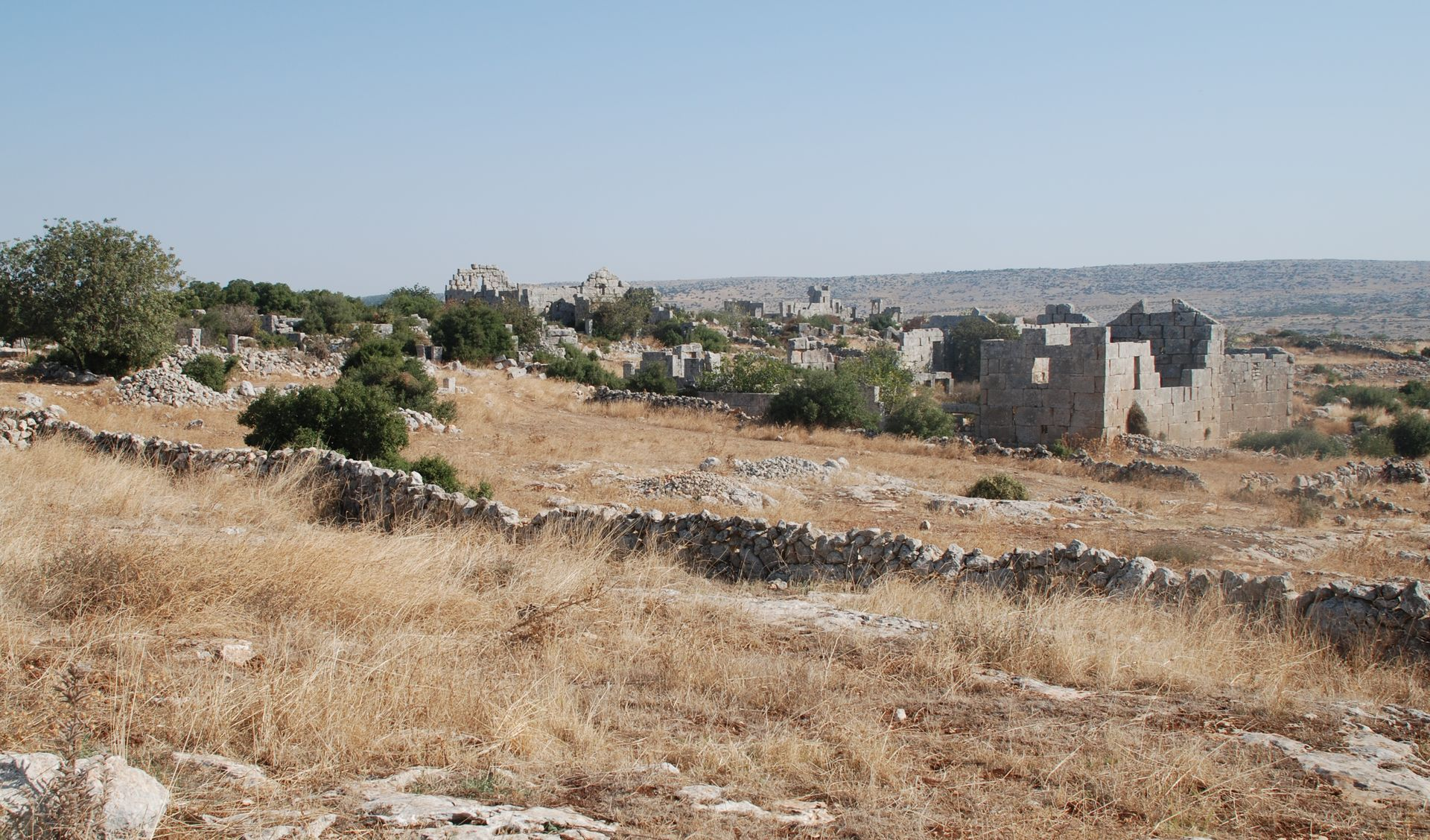
Zweigeschossige Residenzen. Die Lesesteinmauern grenzen Schafweiden ab

Refade liegt im Gouvernement Aleppo, etwa 33 Kilometer nordwestlich von Aleppo, westlich der Straße, die zum Simeonskloster und weiter ins Tal des Afrin führt. Die Ruinen des Handelszentrums erstrecken sich über ein weiträumiges Gebiet auf dem breiten Höhenrücken des Dschebel Halaqa, einem nördlichen Teil des nordsyrischen Kalksteinmassivs, am Rand der Ebene von Qatura. Die höchste Erhebung des karstigen Felshügels wird wenige Kilometer südlich mit 870 Meter am Gipfel des Deschebel Sheikh Baraqat erreicht. Wegen der dünnen Bodenschicht ist die Umgebung von Refade nur als Weideland für Ziegen und Schafe nutzbar; vereinzelt gedeihen Olivenbäume, in den Talebenen liegen größere Getreidefelder.
Drei Kilometer nordwestlich der Kleinstadt Dar Taizzah (Daret Azze) zweigt links eine Straße zum einen Kilometer entfernten Qatura ab. Kurz vor dem Dorf führt eine Piste nach Norden zwei Kilometer bis Sitt er-Rum. Refade liegt einen weiteren halben Kilometer nördlich. In drei Kilometer Entfernung Richtung Nordosten ist von hier das Simeonskloster zu sehen, ein steiniger Fußweg führt 3,5 Kilometer weit durch ein Felstal bis zu der am Fuß des Klosterhügels gelegenen ehemaligen Pilgerstadt Deir Seman.

## Geschichte
Die Gegend um Qatura war bereits in römischer Zeit besiedelt. In der Nähe des heutigen Ortes Qatura haben Römer im 2. Jahrhundert n. Chr. Höhlengräber in Felswände eingehauen. Die früheste Grabinschrift von Qatura ist 122 n. Chr. datiert. Refade war einer der ersten römischen Orte im Umkreis. Hier wurde die älteste datierte Inschrift des gesamten Kalksteinberglandes aus dem Jahr 73/74 n. Chr. gefunden.
Bis ins 4. Jahrhundert gab es in der Region einige kleine Siedlungen, die hauptsächlich Olivenbäume anpflanzten. Der Aufstieg von Refade im 5. und 6. Jahrhundert zu einem blühenden Handelsort inmitten von Olivenhainen lässt sich an den in dieser Zeit gebauten prächtigen Residenzen der Großgrundbesitzer und Händler erkennen. Eine Hausinschrift von 489 nennt als Eigentümer einen Kosmas. Weitere auf Türsturzen angebrachte Inschriften vom Anfang des 6. Jahrhunderts beinhalten christliche Segenssprüche. Die christlichen Bewohner lebten auch nach der arabischen Eroberung in der ersten Hälfte des 7. Jahrhunderts weiter in ihren Dörfern. Ab dem 8. Jahrhundert ging die wirtschaftliche Bedeutung des Ortes verloren.
Im Gegensatz zu den antiken Ortschaften der Umgebung wurde Refade im 19. Jahrhundert nicht neu besiedelt. Bis auf zwei einfache Gehöfte, deren Wohngebäude und Viehställe unter Verwendung von Bruchsteinen in die Ruinen hineingebaut wurden, blieb der Ort verlassen.

## Stadtbild Refade

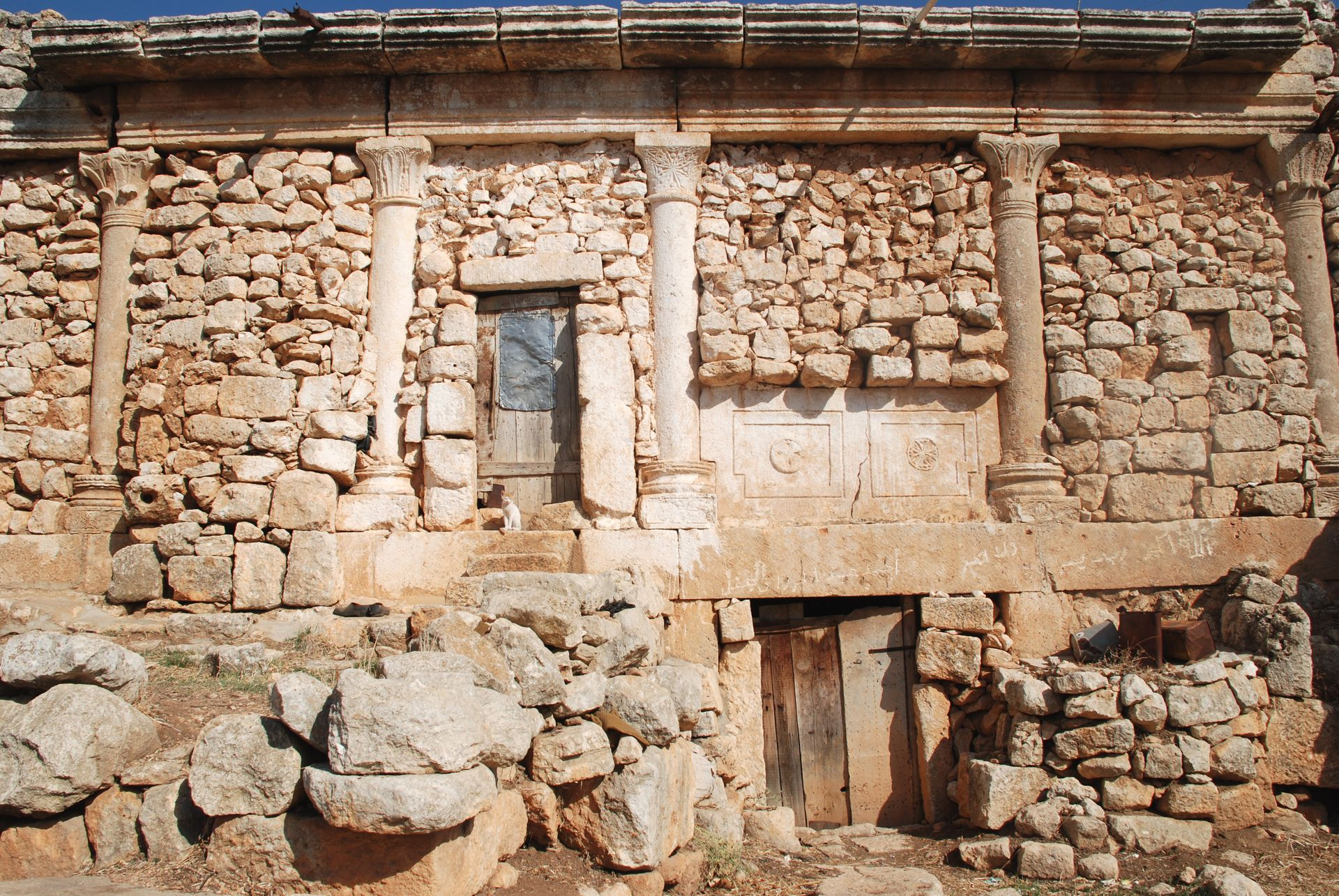
Zugebaute Vorhalle, in Wohnraum und Viehstall umgewidmet. Die ursprüngliche Fassade ist ähnlich der Abbildung bei de Vogüé. Die Varianten der Kapitelle im Obergeschoss ahmen eine entsprechende Stilmischung ländlicher Kirchen wie Mushabbak nach

Blickfang im Zentrum des Ortes ist die acht bis neun Meter hoch stehende Ruine eines Turms aus dem 6. Jahrhundert. Die Funktion solcher Turmhäuser, von denen im Gebiet der Toten Städte weitere innerhalb und außerhalb der Ortschaften erhalten sind, ist nicht ganz geklärt. Eine Funktion als Lager oder zur Überwachung kommt in Frage, wobei Angriffe von Nomaden auf die bäuerliche Bevölkerung in den Bergen selten ein großes Problem waren. Solche Türme werden auch für mönchische Rückzugsorte gehalten, die eine Mittelstellung zwischen dem Stylitenkult des Symeon und seiner in der gesamten Nordregion des Berglandes verbreiteten Nachahmer und dem Leben in den Klöstern eingenommen haben könnten.
Die Residenzen der Großgrundbesitzer sind überwiegend stark zerstört, von einem halben Dutzend stehen noch Wandteile in zweigeschossiger Höhe. Melchior Comte de Vogüé führte in den 1860er Jahren die ersten Untersuchungen durch. Die von ihm publizierte Zeichnung einer Villa aus dem Jahr 510 zeigt eine zweigeschossige Fassade mit einem Portikus, der im Erdgeschoss aus Pfeilern, im Obergeschoss aus Säulen mit Varianten von ionischen und korinthischen Kapitellen aufgebaut ist. Darüber zieht sich über die gesamte Fassade ein Gesimsband, das sich an den Enden zu Voluten rollt. Das Quadermauerwerk war äußerst sorgfältig gearbeitet; die Ornamente an den Außenwänden übernahmen den Formenschatz des Qal’at Sim’an, so wie allgemein bei Wohngebäuden die zeitgenössische Kirchenarchitektur als Vorbild diente.

## Sitt er-Rum

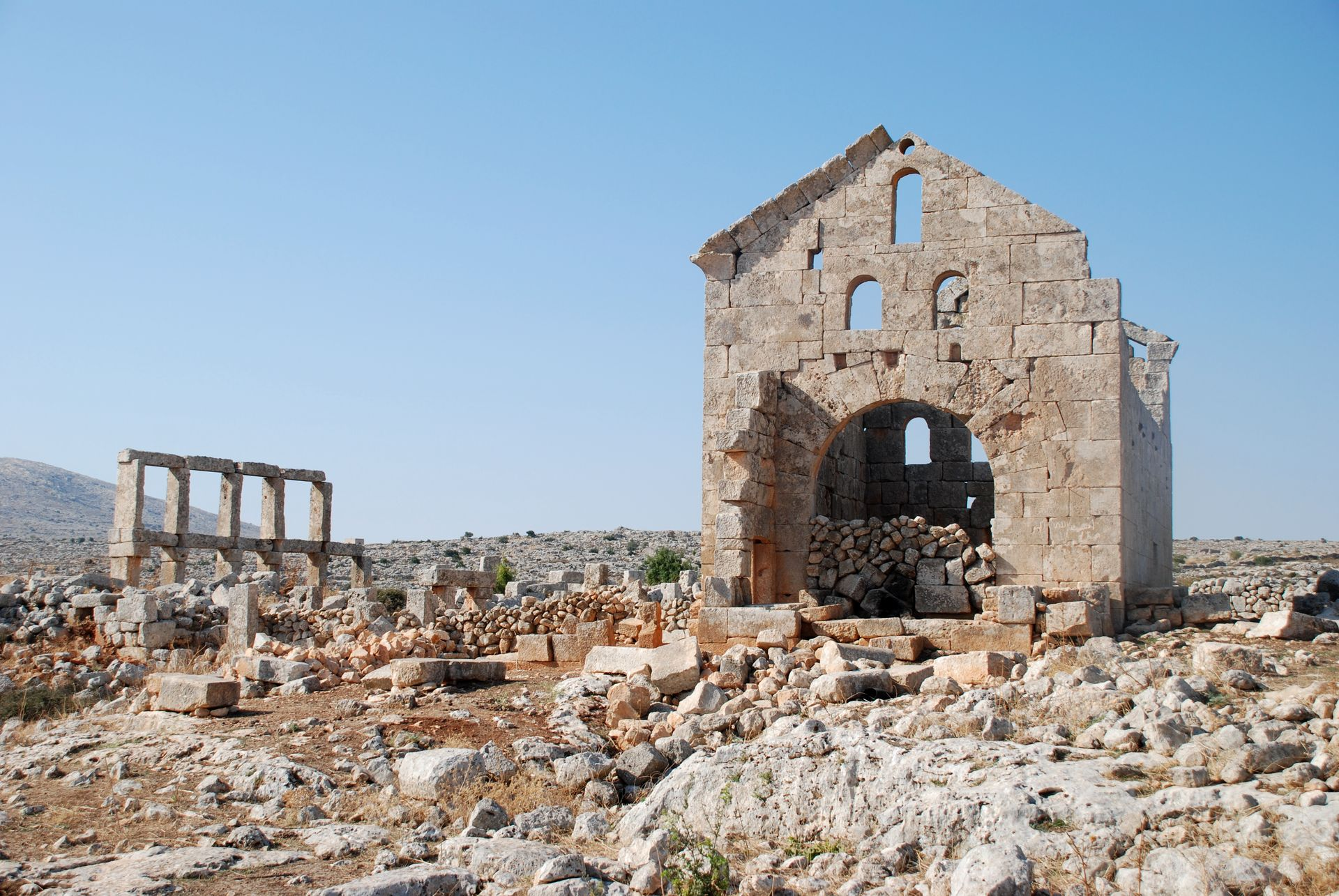
Schmucklose Klosterkirche von Osten. Die Mauerlöcher über dem Rundbogen dienten als Auflager für das Gebälk des Pultdaches

Die einschiffige Saalkirche aus dem 4. Jahrhundert ist einschließlich der Giebelwände gut erhalten, lediglich die an der Ostseite vorgebaute rechteckige Apsis ist bis auf einen Mauerrest verschwunden. Rechteckige Altarräume kamen nur bei kleineren Dorfkirchen vor und waren gegenüber den halbrunden Apsiden relativ selten. Sie besaßen ein einfaches Pultdach. Das heute isoliert stehende Gebäude war Teil einer Klosteranlage. Von weiteren Gebäuden in der Nähe stehen nur noch die Steinpfosten einer zweistöckigen Vorhalle aufrecht. Die geringen baulichen Reste der Wohngebäude von Sitt er-Rum bildeten möglicherweise einst zusammen mit dem herrschaftlichen Wohnviertel von Refade den Ortsteil einer zusammengehörenden Siedlung.
Zwei hohe Pfeiler mit Architrav in der Nähe gehören zu einem römischen Grabmonument. Das Hypogäum des Eisidotos (Isodotus), Sohn des Ptolemaios, ist laut der Inschrift auf dem Architrav nach dem Makedonisch-arabischen Kalender auf den 5. Hyperberetaios 201 (entspricht Oktober 152 n. Chr.) datiert. Im unterirdischen, aus dem Fels geschlagenen Grabraum befanden sich 15 Sarkophage.